# ینی‌دره (تاش‌اوا)
ینی‌دره (به لاتین: Yenidere) یک منطقهٔ مسکونی در ترکیه است که در تاشوا واقع شده‌است.